# 河〜River〜
「河〜River〜」（リバー）は、1998年2月11日に発売された和田アキ子の63枚目のシングル。

## 概要
- 映画『極道の妻たち 決着 (けじめ)』主題歌。

## 収録曲
1. 河〜River〜
作詞：森浩美／作曲：井上大輔／編曲：井上鑑
2. 絶対に泣かない
作詞：及川眠子／作曲：井上ヨシマサ／編曲：林有三
3. 河〜River〜（オリジナル・カラオケ）